# Walton-on-the-Naze
Koordinaten: 51° 51′ N, 1° 16′ O
Walton-on-the-Naze, auch Walton genannt, ist eine Kleinstadt in Essex (Ostengland), an der Nordsee. In Walton wohnten 2011 etwa. 12.000 Menschen.

## Verkehr
Walton besitzt einen kleinen Bahnhof, an dem Züge der Eisenbahngesellschaft One halten. Der Bahnhof ist ein Kopfbahnhof. Die Sunshine Coast Line verbindet Walton mit der Great Eastern Main Line und Colchester.

## Tourismus

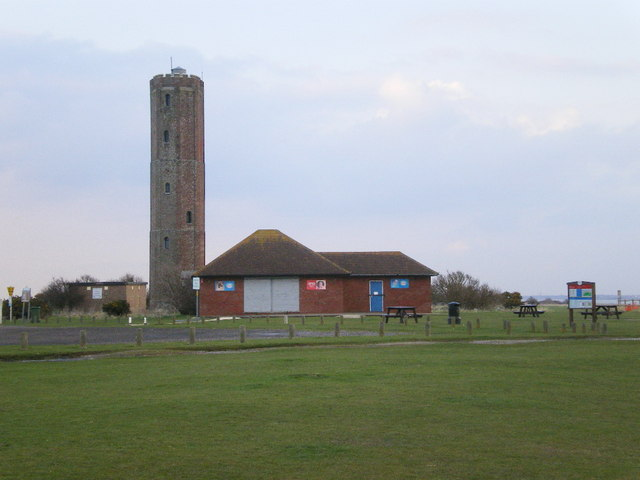
Naze Tower

Dank des Strandes, der direkt an das Wohngebiet grenzt, kommen immer mehr Touristen nach Walton.
Im Ort gibt es den „Naze Tower“, einen achteckigen Turm, 1720 als Orientierungspunkt für die Schifffahrt erbaut, den man über eine Wendeltreppe besteigen kann.
Der „Walton Pier“ mit verschiedenen Vergnügungsmöglichkeiten ist ebenfalls eine Attraktion, insbesondere für Familien.